# 26906 Rubidia
26906 Rubidia este un asteroid din centura principală de asteroizi.

## Descriere
26906 Rubidia este un asteroid din centura principală de asteroizi. A fost descoperit pe 22 ianuarie 1996 la Socorro, New Mexico de Robert Weber. Asteroidul prezintă o orbită caracterizată de o semiaxă mare de 2,56 ua, o excentricitate de 0,22 și o înclinație de 15,4° în raport cu ecliptica.